# John Joyce (politico)
John Patrick Joyce (Altoona, 8 febbraio 1957) è un politico statunitense, membro della Camera dei Rappresentanti per lo stato della Pennsylvania.

## Biografia
Nato e cresciuto in Pennsylvania, Meuser studiò alla Pennsylvania State University e alla Temple University, laureandosi in medicina. Completato l'internato presso il Johns Hopkins Hospital, divenne dermatologo.
Sposato con Alice, madre dei suoi tre figli, Joyce lavorò per venticinque anni presso la Altoona Dermatology Associates.
Entrato in politica con il Partito Repubblicano, nel 2018 si candidò alla Camera dei Rappresentanti e riuscì ad essere eletto deputato.